# 1943 في الأرجنتين
فيما يلي قوائم الأحداث التي وقعت خلال عام 1943 في الأرجنتين.

## سياسة

### تعيين في المنصب
- 7 يونيو – بيدرو بابلو راميريز رئيس الأرجنتين.

### انتهاء فترة المنصب
- 4 يونيو – رامون كاستيو رئيس الأرجنتين.

## مواليد

### يناير
- 6 يناير – أوزفالدو سوريانو

### أكتوبر
- 25 أكتوبر – مارتا بيانكي ممثلة أرجنتينية.

### نوفمبر
- 1 نوفمبر – ألفيو باسيلي مدرب، ولاعب كرة قدم أرجنتيني.

## وفيات

### يناير
- 11 يناير – أغوستين بيدرو خوستو (مواليد 1876)

### سبتمبر
- 28 سبتمبر – فيليكس أغيلار (مواليد 1884) عالم فلك أرجنتيني.